# 프렌드십 게임
프렌드십 게임(영어: Friendship Games) 또는 프렌드십-84, 우정-84(영어: Friendship-84, 러시아어: Дружба-84 드루즈바-84[*])는 1984년 7월 2일부터 9월 16일까지 소련과 사회주의 국가 8개국(동독, 폴란드, 체코슬로바키아, 헝가리, 불가리아, 쿠바, 조선민주주의인민공화국, 몽골)에서 개최된 종합 스포츠 대회이다.

## 개요 및 배경
소련을 비롯한 몇몇 사회주의 국가들은 미국 로스엔젤레스에서 개최한 1984년 하계 올림픽에 보이콧하면서 올림픽을 대체할만한 스포츠 대회를 개최하였는데, 그 결과로 개최한 것이 프렌드십 게임이다.
이 대회에는 1984년 하계 올림픽에 보이콧한 국가들뿐만 아니라 참가한 국가들도 참가하였는데, 이들 국가들은 정치와 스포츠 분리 정책으로 인하여 올림픽 출전에 실패한 선수들을 파견하였다.

## 참가국

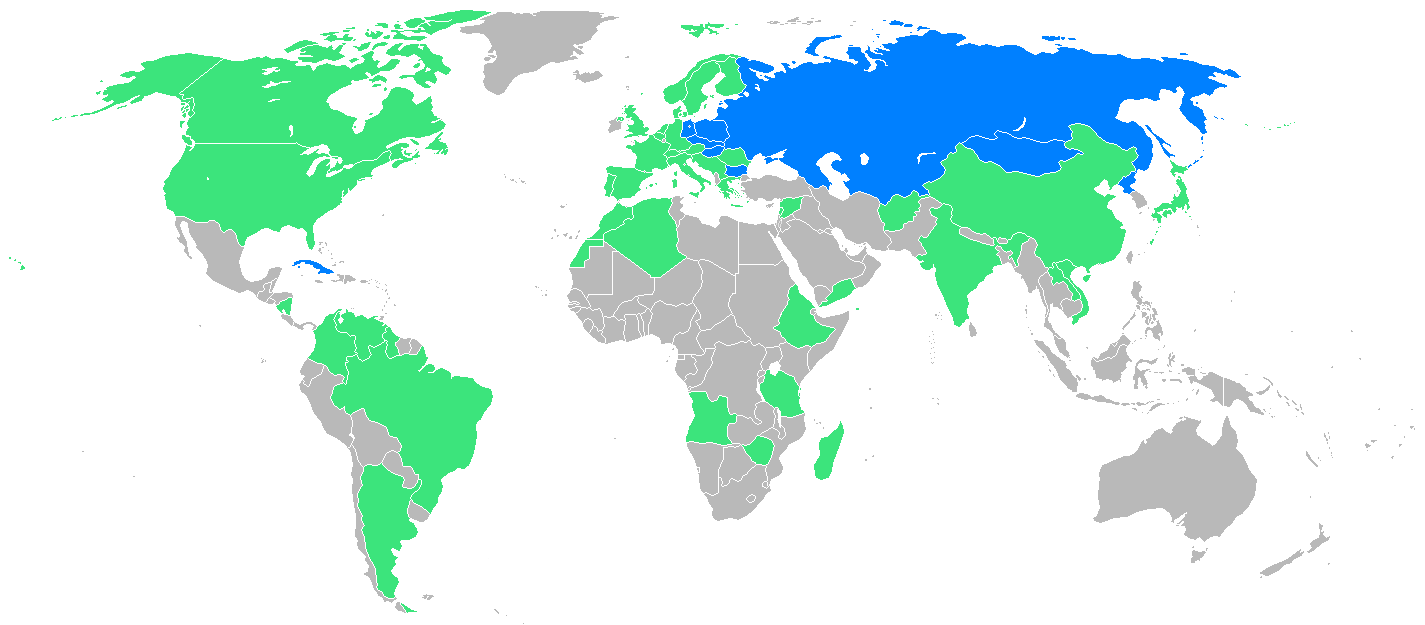
프렌드십 게임의 개최국(파란색)과 참가국(초록색)

- 아프가니스탄
- 알제리
- 앙골라
- 아르헨티나
- 오스트리아
- 벨기에
- 브라질
- 불가리아
- 캐나다
- 중국
- 콜롬비아
- 쿠바
- 체코슬로바키아
- 덴마크
- 동독
- 에티오피아
- 핀란드
- 프랑스
- 영국
- 그리스
- 가이아나
- 헝가리
- 인도
- 이탈리아
- 일본
- 라오스
- 레바논
- 마다가스카르
- 몽골
- 모로코
- 네덜란드
- 니카라과
- 조선민주주의인민공화국
- 노르웨이
- 폴란드
- 포르투갈
- 루마니아
- 남예멘
- 소련
- 스페인
- 스웨덴
- 스위스
- 시리아
- 탄자니아
- 미국
- 베네수엘라
- 베트남
- 서독
- 유고슬라비아
- 짐바브웨

## 종목
- 양궁
- 육상
- 농구
- 복싱
- 카누
- 사이클
- 다이빙
- 승마
- 펜싱
- 필드 하키
- 체조
- 핸드볼
- 유도
- 근대5종
- 조정
- 요트
- 사격
- 수영
- 탁구
- 테니스
- 배구
- 수구
- 역도
- 레슬링

## 개최 도시
- 양궁:  체코슬로바키아 플젠 (8월 23일 ~ 8월 26일)
- 육상 (남자부):  소련 모스크바 (8월 17일 ~ 8월 18일)
- 육상 (여자부):  체코슬로바키아 프라하 (8월 16일 ~ 8월 18일)
- 농구:  소련 모스크바 (8월 22일 ~ 8월 30일)
- 복싱:  쿠바 아바나 (8월 18일 ~ 8월 24일)
- 카누:  동독 동베를린, 그뤼나우 (7월 21일 ~ 7월 22일)
- 사이클 (도로):  동독 슐라이츠, 포르스트 (8월 23일 ~ 8월 26일)
- 사이클 (트랙):  소련 모스크바 (8월 18일 ~ 8월 22일)
- 다이빙:  헝가리 부다페스트 (8월 16일 ~ 8월 19일)
- 승마:  폴란드 존쿠프, 소포트, 바우브지흐 (8월 6일 ~ 8월 26일)
- 펜싱:  헝가리 부다페스트 (7월 15일 ~ 7월 21일)
- 필드 하키 (남자부):  소련 모스크바 (8월 18일 ~ 8월 26일)
- 필드 하키 (여자부):  폴란드 포즈난 (8월 28일 ~ 8월 30일)
- 체조 (기계 체조):  체코슬로바키아 올로모우츠 (8월 20일 ~ 8월 26일)
- 체조 (리듬 체조):  불가리아 소피아 (8월 17일 ~ 8월 19일)
- 핸드볼 (남자부):  동독 로스토크, 마그데부르크 (7월 17일 ~ 7월 21일)
- 핸드볼 (여자부):  체코슬로바키아 트렌친 (8월 21일 ~ 8월 26일)
- 유도:  폴란드 바르샤바 (8월 24일 ~ 8월 26일)
- 근대5종:  폴란드 바르샤바 (9월 5일 ~ 9월 9일)
- 조정:  소련 모스크바 (8월 24일 ~ 8월 26일)
- 요트 (470급, 핀급):  헝가리 벌러톤호 (8월 20일 ~ 8월 25일)
- 요트 (플라잉 더치맨급, 솔링급, 스타급, 토네이도급, 윈드글라이더급):  소련 탈린 (8월 19일 ~ 8월 26일)
- 사격:  소련 모스크바 (8월 19일 ~ 8월 25일)
- 수영:  소련 모스크바 (8월 19일 ~ 8월 25일)
- 탁구:  조선민주주의인민공화국 평양 (7월 2일 ~ 7월 10일)
- 테니스:  폴란드 카토비체 (8월 20일 ~ 8월 26일)
- 배구 (남자부):  쿠바 아바나 (8월 18일 ~ 8월 26일)
- 배구 (여자부):  불가리아 바르나 (7월 8일 ~ 7월 15일)
- 수구:  쿠바 아바나 (8월 19일 ~ 8월 26일)
- 역도:  불가리아 바르나 (9월 12일 ~ 9월 16일)
- 레슬링 (자유형):  불가리아 소피아 (8월 20일 ~ 8월 22일)
- 레슬링 (그레코로만형):  헝가리 부다페스트 (7월 13일 ~ 7월 15일)
- 레슬링 (삼보):  몽골 울란바토르 (9월 1일 ~ 9월 2일)

## 메달 집계
| 순위 | 국가                   | 금메달 | 은메달 | 동메달 | 합계 |
| ---- | ---------------------- | ------ | ------ | ------ | ---- |
| 1    | 소련                   | 126    | 87     | 69     | 282  |
| 2    | 동독                   | 50     | 45     | 43     | 138  |
| 3    | 불가리아               | 21     | 25     | 29     | 75   |
| 4    | 쿠바                   | 15     | 11     | 12     | 38   |
| 5    | 헝가리                 | 10     | 17     | 24     | 51   |
| 6    | 폴란드                 | 7      | 17     | 34     | 58   |
| 7    | 조선민주주의인민공화국 | 5      | 5      | 10     | 20   |
| 8    | 체코슬로바키아         | 2      | 18     | 28     | 48   |
| 9    | 중국                   | 2      | 1      | 4      | 7    |
| 10   | 에티오피아             | 1      | 2      | 2      | 5    |
| 11   | 서독                   | 1      | 1      | 1      | 3    |
| 12   | 이탈리아               | 1      | 1      | 0      | 2    |
| 13   | 일본                   | 1      | 0      | 0      | 1    |
| 14   | 몽골                   | 0      | 2      | 5      | 7    |
| 15   | 캐나다                 | 0      | 1      | 0      | 1    |
| 16   | 베네수엘라             | 0      | 0      | 2      | 2    |
| 17   | 핀란드                 | 0      | 0      | 1      | 1    |
| 17   | 스웨덴                 | 0      | 0      | 1      | 1    |
| 17   | 짐바브웨               | 0      | 0      | 1      | 1    |
| 합계 | 합계                   | 242    | 233    | 266    | 741  |

## 같이 보기
- 1980년 하계 올림픽
- 신흥국 경기 대회
- 굿윌 게임